# Allemagne aux Jeux olympiques de 1912
L'Allemagne participe aux Jeux olympiques de 1912 à Stockholm en Suède du 5 mai au 27 juillet 1912. Il s'agit de sa 5e participation à des Jeux d'été. La délégation est composée de 180 hommes et 5 femmes (dont quatre nageuses).

## Médailles

### Médailles d'or
| Sport              | Discipline                    | Athlète(s)                                                                             | Performance                      | Date |
| Médailles d'or : 5 |                               |                                                                                        |                                  |      |
| Aviron             | Quatre en pointe avec barreur | Albert Arnheiter Hermann Wilker Otto Fickeisen Rudolf Fickeisen Karl Leister (barreur) |                                  |      |
| Natation           | 200 mètres brasse             | Walter Bathe                                                                           | 3 min 1 s 8 (RO)                 |      |
| Natation           | 400 mètres brasse             | Walter Bathe                                                                           | 6 min 29 s 6 (RO et probable RM) |      |
| Plongeon           | Tremplin à 3 mètres           | Paul Günther                                                                           | 79,23 pts                        |      |
| Tennis             | Double mixte                  | Dorothea Köring Heinrich Schomburgk                                                    | 6-4 / 6-0                        |      |

### Médailles d'argent
| Sport                   | Discipline                   | Athlète(s)                                                                    | Performance     | Date |
| Médailles d'argent : 13 |                              |                                                                               |                 |      |
| Athlétisme              | 400 mètres                   | Hanns Braun                                                                   | 48 s 3          |      |
| Athlétisme              | Saut en hauteur              | Hans Liesche                                                                  | 1,91 mètes      |      |
| Équitation              | Concours complet individuel  | Friedrich von Rochow                                                          |                 |      |
| Équitation              | Concours complet par équipes | Friedrich von Rochow Richard von Schaesberg Eduard von Lütcken Carl von Moers |                 |      |
| Équitation              | Saut d'obstacles individuel  | Rabod von Kröcher                                                             |                 |      |
| Lutte gréco-romaine     | Poids plume                  | Georg Gerstäcker                                                              |                 |      |
| Natation                | 100 mètres dos               | Otto Fahr                                                                     | 1 min 22 s 4    |      |
| Natation                | 200 mètres brasse            | Wilhelm Lützow                                                                | 3 min 5 s 0     |      |
| Natation                | 4 × 100 mètres nage libre    | Wally Dressel Louise Otto Hermine Stindt Grete Rosenberg                      | 6 min 4 s 6     |      |
| Plongeon                | Tremplin à 3 mètres          | Hans Luber                                                                    | 76,78 pts       |      |
| Plongeon                | Plongeon de haut-vol         | Albert Zürner                                                                 | 72,60 pts       |      |
| Tennis                  | Simple dames                 | Dorothea Köring                                                               | 6-4 / 3-6 / 4-6 |      |
| Tir                     | Fosse olympique              | Alfred Goeldel                                                                |                 |      |

### Médailles de bronze
| Sport                   | Discipline                   | Athlète(s) | Performance           | Date |
| Médailles de bronze : 7 |                              | |                       |      |
| Aviron                  | Huit en pointe avec barreur  | Otto Liebing Max Bröske Fritz Bartholomae Willi Bartholomae Werner Dehn Rudolf Reichelt Hans Matthiae Kurt Runge Max Vetter (barreur) |                       |      |
| Équitation              | Saut d'obstacles par équipes | Sigismund Freyer Wilhelm von Hohenau Ernst Deloch Frédéric-Charles de Prusse                                                          |                       |      |
| Natation                | 100 mètres dos               | Paul Kellner | 1 min 24 s 0          |      |
| Natation                | 200 mètres brasse            | Kurt Malisch | 3 min 8 s 0           |      |
| Plongeon                | Tremplin à 3 mètres          | Kurt Behrens | 73,73 pts             |      |
| Tennis                  | Simple messieurs             | Oskar Kreuzer | 6-2 / 3-6 / 6-3 / 6-1 |      |
| Tir                     | Tir aux pigeons par équipes  | Alfred Goeldel Horst Goeldel Erland Koch Albert Preuß Erich Graf von Bernstorff Franz von Zedlitz und Leipe                           |                       |      |

## Sources
- Podiums complets sur la base de données officielle du C.I.O.

- Bilan exhaustif de l'Allemagne sur le site Olympedia.org.